# Juan Francisco Espinosa Eguía
Juan Francisco Espinoza Eguia (Doctor Arroyo, Nuevo León, 10 de noviembre de 1971) es un político mexicano, miembro del Partido Revolucionario Institucional, es diputado federal a partir de 2018.

## Reseña biográfica
Juan Francisco Espinoza Eguía es licenciado en Administración de Empresas por el Centro de Estudios Universitarios de Nuevo León y tiene estudios de postgrado en Teoría de Administración en la misma institución. Se ha dedicado a actividades de cría y venta de ganado bovino, siendo miembro desde 1994 de la Confederación Nacional Campesina.
Su primer cargo público fue director de Catastro en el municipio de Doctor Arroyo de 1995 a 1997 y de ese año a 2000 fue director de Obras Públicas del mismo ayuntamiento. Posteriormente y como candidato del PRI, fue electo en tres ocasiones presidente municipal de Doctor Arroyo, de 2000 a 2003, de 2006 a 2009 y de 2012 a 2015.
En 2015 fue electo diputado a la LXXIV Legislatura del Congreso del Estado de Nuevo León, para el periodo que terminó en 2018 y en la que fue vicepresidente de Mesa Directiva; secretario de la comisión anticorrupción; vocal de las comisiones de Gobernación y Organización Interna de los Poderes; de Fomento al Campo; de Energía y Desarrollo Rural; de Hacienda del Estado; Primera de Hacienda y Desarrollo Municipal; de Puntos Constitucionales;  de Presupuesto; y, Especial de Asuntos Migratorios.
Al término del cargo en 2018, fue postulado por su mismo partido como candidato a diputado federal por el Distrito 9 de Nuevo León como parte de la coalición Todos por México; resultó electo a la LXIV Legislatura, siendo uno de los pocos triunfos de ese año que obtuvo su partido. En la Cámara de Diputados ocupó los cargos de secretario de la comisión de Ganadería; y de la comisión de Recursos Hidráulicos, Agua Potable y Saneamiento; así como integrante de la comisión de Deporte.